# Claudia Porwik
Claudia Porwik (née le 14 novembre 1968 à Cobourg) est une joueuse de tennis allemande (ex-RFA), professionnelle de 1984 à 1997.
En 1990, elle a joué les demi finale à l'Open d'Australie après avoir battu Gabriela Sabatini au troisième tour (battue par Mary Joe Fernández), sa meilleure performance en simple dans une épreuve du Grand Chelem.
Claudia Porwik a gagné six tournois WTA au cours de sa carrière, tous en double.

## Palmarès

### Titre en simple dames
Aucun

### Finale en simple dames
| No | Date       | Nom et lieu du tournoi                     | Catégorie | Dotation | Surface         | Vainqueure  | Score    |          |
| -- | ---------- | ------------------------------------------ | --------- | -------- | --------------- | ----------- | -------- | -------- |
| 1  | 20-04-1987 | Taipei International Championships, Taïwan |           | 50 000 $ | Moquette (int.) | Anne Minter | 6-4, 6-1 | Parcours |

### Titres en double dames
| No | Date       | Nom et lieu du tournoi                | Catégorie | Dotation  | Surface         | Partenaire       | Finalistes                        | Score         |          |
| -- | ---------- | ------------------------------------- | --------- | --------- | --------------- | ---------------- | --------------------------------- | ------------- | -------- |
| 1  | 25-04-1988 | Citta di Taranto Tarente              | Tier V    | 50 000 $  | Terre (ext.)    | Andrea Betzner   | Laura Garrone Helen Kelesi        | 6-1, 6-2      | Parcours |
| 2  | 19-08-1991 | OTB International Open Schenectady    | Tier V    | 100 000 $ | Dur (ext.)      | Rachel McQuillan | Nicole Arendt Shannan McCarthy    | 6-2, 6-4      | Parcours |
| 3  | 23-08-1993 | OTB International Schenectady         | Tier III  | 150 000 $ | Dur (ext.)      | Rachel McQuillan | Florencia Labat Barbara Rittner   | 4-6, 6-4, 6-2 | Parcours |
| 4  | 11-10-1993 | Open Languedoc-Roussillon Montpellier | Tier IV   | 100 000 $ | Moquette (int.) | Meredith McGrath | Janette Husárová Dominique Monami | 3-6, 6-2, 7-6 | Parcours |
| 5  | 02-01-1995 | Danamon Indonesia Open Jakarta        | Tier III  | 161 250 $ | Dur (ext.)      | Irina Spîrlea    | Laurence Courtois Nancy Feber     | 6-2, 6-3      | Parcours |
| 6  | 25-09-1995 | Nokia Open Pékin                      | Tier IV   | 107 500 $ | Dur (ext.)      | Linda Wild       | Stephanie Rottier Wang Shi-Ting   | 6-1, 6-0      | Parcours |

### Finales en double dames
| No | Date       | Nom et lieu du tournoi                      | Catégorie | Dotation  | Surface         | Vainqueures                              | Partenaire              | Score    |          |
| -- | ---------- | ------------------------------------------- | --------- | --------- | --------------- | ---------------------------------------- | ----------------------- | -------- | -------- |
| 1  | 16-05-1988 | European Open Genève                        | Tier V    | 100 000 $ | Terre (ext.)    | Christiane Jolissaint Dinky Van Rensburg | Maria Lindström         | 6-1, 6-3 | Parcours |
| 2  | 30-10-1989 | Virginia Slims of Indianapolis Indianapolis | Tier V    | 100 000 $ | Dur (int.)      | Katrina Adams Lori McNeil                | Larisa Savchenko        | 6-4, 6-4 | Parcours |
| 3  | 03-02-1992 | Nokia Grand Prix Essen                      | Tier II   | 350 000 $ | Moquette (int.) | Katerina Maleeva Barbara Rittner         | Sabine Appelmans        | 7-5, 6-3 | Parcours |
| 4  | 10-02-1992 | Int’l Austrian Indoor Championships Linz    | Tier V    | 100 000 $ | Moquette (int.) | Monique Kiene Miriam Oremans             | Raffaella Reggi-Concato | 6-4, 6-2 | Parcours |

## Parcours en Grand Chelem

### En simple dames
| Année | Open d'Australie | Open d'Australie     | Internationaux de France | Internationaux de France | Wimbledon       | Wimbledon           | US Open         | US Open           |
| ----- | ---------------- | -------------------- | ------------------------ | ------------------------ | --------------- | ------------------- | --------------- | ----------------- |
| 1986  | n/a              | n/a                  | 3e tour (1/16)           | Martina Navrátilová      | -               | -                   | 1er tour (1/64) | Catherine Tanvier |
| 1987  | 1er tour (1/64)  | Alycia Moulton       | 2e tour (1/32)           | Carina Karlsson          | 1er tour (1/64) | Martina Navrátilová | 1er tour (1/64) | Nicole Provis     |
| 1988  | 1/4 de finale    | Chris Evert          | 1er tour (1/64)          | Sylvia Hanika            | 1er tour (1/64) | Lisa O'Neill        | 2e tour (1/32)  | Betsy Nagelsen    |
| 1989  | 2e tour (1/32)   | Donna Faber          | 2e tour (1/32)           | Jana Novotná             | 2e tour (1/32)  | Monica Seles        | 1er tour (1/64) | Gabriela Sabatini |
| 1990  | 1/2 finale       | M.J. Fernández       | -                        | -                        | 1er tour (1/64) | Steffi Graf         | 1er tour (1/64) | Silke Meier       |
| 1991  | 2e tour (1/32)   | Natasha Zvereva      | 1er tour (1/64)          | Veronika Martinek        | 1er tour (1/64) | Peanut Louie        | 1er tour (1/64) | Andrea Strnadová  |
| 1992  | 1er tour (1/64)  | Claudia Kohde-Kilsch | 1er tour (1/64)          | Karina Habšudová         | 3e tour (1/16)  | Gigi Fernández      | 3e tour (1/16)  | Monica Seles      |
| 1993  | 3e tour (1/16)   | Steffi Graf          | 1er tour (1/64)          | Jana Novotná             | 2e tour (1/32)  | Florencia Labat     | 1er tour (1/64) | Sandra Cacic      |
| 1995  | -                | -                    | -                        | -                        | 1er tour (1/64) | Judith Wiesner      | -               | -                 |
| 1996  | -                | -                    | 1er tour (1/64)          | Francesca Lubiani        | 2e tour (1/32)  | Nicole Arendt       | -               | -                 |

À droite du résultat, l’ultime adversaire.

### En double dames
| Année | Open d'Australie            | Open d'Australie           | Internationaux de France     | Internationaux de France   | Wimbledon                    | Wimbledon                   | US Open                       | US Open                     |
| ----- | --------------------------- | -------------------------- | ---------------------------- | -------------------------- | ---------------------------- | --------------------------- | ----------------------------- | --------------------------- |
| 1986  | n/a                         | n/a                        | 1er tour (1/32) Eva Krapl    | Kohde-Kilsch Helena Suková | 3e tour (1/8) Bettina Bunge  | Elise Burgin R. Fairbank    | 1er tour (1/32) Bettina Bunge | Navrátilová Pam Shriver     |
| 1987  | 2e tour (1/8) M. Schropp    | C. Lindqvist Eva Pfaff     | 1er tour (1/32) Laura Arraya | Navrátilová Pam Shriver    | 1er tour (1/32) Silke Meier  | Heather Crowe Kim Steinmetz | 1er tour (1/32) Iva Budařová  | Jaime Kaplan Van Rensburg   |
| 1988  | 2e tour (1/16) W. Probst    | H. Mandlíková Jana Novotná | 3e tour (1/8) M. Lindström   | Nicole Provis Elna Reinach | 1/4 de finale M. Lindström   | Chris Evert W. Turnbull     | 2e tour (1/16) Van Rensburg   | Jana Novotná C. Suire       |
| 1989  | 1/4 de finale C. Tanvier    | Patty Fendick Hetherington | 1er tour (1/32) Kohde-Kilsch | Sophie Amiach N. Herreman  | 3e tour (1/8) Kohde-Kilsch   | Katrina Adams Zina Garrison | 1er tour (1/32) I. Kuczyńska  | Kathy Jordan B. Nagelsen    |
| 1990  | 1er tour (1/32) R. Reggi    | Anne Minter J. Richardson  | -                            | -                          | 2e tour (1/16) W. Probst     | M. L. Piatek Wendy White    | 2e tour (1/16) W. Probst      | Patty Fendick Zina Garrison |
| 1991  | 1er tour (1/32) W. Probst   | B. Cordwell J. Richardson  | -                            | -                          | 1er tour (1/32) Steffi Graf  | Halle Carroll Amy Frazier   | 2e tour (1/16) Eva Pfaff      | G. Fernández Navrátilová    |
| 1992  | 3e tour (1/8) R. McQuillan  | Kimiko Date M. Jaggard     | 3e tour (1/8) S. Appelmans   | C. Martínez A. Sánchez     | 1er tour (1/32) R. McQuillan | Jo-Anne Faull J. Richardson | 1/4 de finale R. McQuillan    | A. Sánchez Helena Suková    |
| 1993  | 2e tour (1/16) R. McQuillan | Kimiko Date M. Jaggard     | 3e tour (1/8) R. McQuillan   | C. Martínez A. Sánchez     | 3e tour (1/8) R. McQuillan   | Hetherington Kathy Rinaldi  | 3e tour (1/8) R. McQuillan    | Lori McNeil Rennae Stubbs   |
| 1995  | -                           | -                          | 1er tour (1/32) Meike Babel  | Julie Halard N. Tauziat    | 1er tour (1/32) C. Singer    | K. Boogert N. Jagerman      | 2e tour (1/16) R. McQuillan   | Hetherington K. Radford     |
| 1996  | 2e tour (1/16) R. McQuillan | C. Martínez P. Tarabini    | -                            | -                          | 1er tour (1/32) T. Jecmenica | A. Fusai K. Guse            | -                             | -                           |

Sous le résultat, la partenaire ; à droite, l’ultime équipe adverse.

### En double mixte
| Année | Open d'Australie              | Open d'Australie        | Internationaux de France   | Internationaux de France | Wimbledon                     | Wimbledon                  | US Open                       | US Open                     |
| ----- | ----------------------------- | ----------------------- | -------------------------- | ------------------------ | ----------------------------- | -------------------------- | ----------------------------- | --------------------------- |
| 1987  | -                             | -                       | -                          | -                        | 3e tour (1/8) Laurie Warder   | R. Fairbank Danie Visser   | -                             | -                           |
| 1988  | 1er tour (1/16) Laurie Warder | E. Smylie J. Fitzgerald | -                          | -                        | 1er tour (1/32) Laurie Warder | Elna Reinach Eddie Edwards | 1er tour (1/16) Darren Cahill | Van Rensburg S. Giammalva   |
| 1990  | 2e tour (1/8) Michael Stich   | R. Reggi Andrew Castle  | -                          | -                        | -                             | -                          | -                             | -                           |
| 1992  | -                             | -                       | 3e tour (1/8) Daniel Vacek | A. Sánchez T. Woodbridge | 2e tour (1/16) Daniel Vacek   | A. Strnadová Stoltenberg   | -                             | -                           |
| 1993  | -                             | -                       | -                          | -                        | 1er tour (1/32) Menno Oosting | N. Zvereva M. Kratzmann    | 1er tour (1/16) Cyril Suk     | Helena Suková T. Woodbridge |
| 1995  | -                             | -                       | -                          | -                        | 1/4 de finale Tom Nijssen     | G. Fernández Cyril Suk     | 1er tour (1/16) A. Olhovskiy  | Robin White Tom Kempers     |
| 1996  | -                             | -                       | -                          | -                        | 2e tour (1/16) Tom Nijssen    | S. Siddall D. Sapsford     | -                             | -                           |

Sous le résultat, le partenaire ; à droite, l’ultime équipe adverse.

## Parcours en Coupe de la Fédération
| #                                                                              | Date       | Lieu      | Surface      | Gagnante(s)                     | Perdante(s)                   | Score      |          |
|                                                                                |            |           |              |                                 |                               |            |          |
| 1986 - 1/2 finale (groupe mondial) - États-Unis - Allemagne de l'Ouest - 3 : 0 |            |           |              |                                 |                               |            |          |
| 1                                                                              | 22/07/1986 | Prague    | Terre (ext.) | Martina Navrátilová Pam Shriver | Bettina Bunge Claudia Porwik  | 6-2, 6-3   | Parcours |
|                                                                                |            |           |              |                                 |                               |            |          |
| 1990 - 1er tour (groupe mondial) - Allemagne - Argentine - 2 : 1               |            |           |              |                                 |                               |            |          |
| 2                                                                              | 23/07/1990 | Atlanta   | Dur (ext.)   | Claudia Porwik                  | Florencia Labat               | 6-0, 6-3   | Parcours |
|                                                                                |            |           |              |                                 |                               |            |          |
| 1990 - 2e tour (groupe mondial) - Allemagne - Pays-Bas - 1 : 2                 |            |           |              |                                 |                               |            |          |
| 3                                                                              | 23/07/1990 | Atlanta   | Dur (ext.)   | Claudia Porwik                  | Manon Bollegraf               | 6-2, 6-4   | Parcours |
| 3                                                                              | 23/07/1990 | Atlanta   | Dur (ext.)   | Manon Bollegraf Brenda Schultz  | Claudia Porwik Wiltrud Probst | 7-65, 7-62 | Parcours |
|                                                                                |            |           |              |                                 |                               |            |          |
| 1995 - 1/2 finale (groupe mondial) - Espagne - Allemagne - 3 : 2               |            |           |              |                                 |                               |            |          |
| 4                                                                              | 22/07/1995 | Santander | Terre (ext.) | Anke Huber Claudia Porwik       | Virginia Ruano M. A. Sánchez  | 6-2, 6-2   | Parcours |

## Classements WTA en fin de saison

### En simple
| Année | 1985 | 1986 | 1987 | 1988 | 1989 | 1990 | 1991 | 1992 | 1993 | 1995 | 1996 | 1997 |
| Rang  | 244  | 96   | 104  | 68   | 75   | 29   | 78   | 99   | 91   | 139  | 153  | 411  |

Source : (en) « Classements de Claudia Porwik », sur le site officiel du WTA Tour

### En double
| Année | 1986 | 1987 | 1988 | 1989 | 1990 | 1991 | 1992 | 1993 | 1995 | 1996 | 1997 |
| Rang  | 141  | 138  | 75   | 65   | 98   | 75   | 29   | 36   | 44   | 303  | 314  |

Source : (en) « Classements de Claudia Porwik », sur le site officiel du WTA Tour